# Diocèse de Gaylord
Le diocèse de Gaylord (Dioecesis Gaylordensis) est un territoire ecclésiastique de l'Église catholique aux États-Unis situé dans la partie septentrionale de l'État du Michigan. Il est suffragant de l'archidiocèse de Détroit et son siège se trouve à la cathédrale Notre-Dame-du-Mont-Carmel de Gaylord. Le siège épiscopal est occupé par Jeffrey J. Walsh depuis le 21 décembre 2021.

## Historique
Le diocèse a été érigé canoniquement le 19 décembre 1970 par Paul VI recevant son territoire des diocèses de Grand Rapids et de Saginaw. Il s'étend sur 28 922 km2.

## Statistiques
Selon l'annuaire pontifical de 2008 :
- Nombre de baptisés catholiques au 31 décembre 2007 : 71 000
- Nombre d'habitants en 2007 : 519 000
- Nombre de paroisses en 2007 : 81
- Nombre de prêtres en 2007 : 70 (dont 13 réguliers), soit un prêtre pour 1 014 baptisés
- Nombre de diacres permanents : 17
- Nombre de religieux : 25 (dont 13 prêtres)
- Nombre de religieuses : 34

En 2016, le diocèse comptait 76.637	baptisés pour 557.909 habitants (13,7%), 85 prêtres (81	diocésains et 4 réguliers), soit un prêtre pour 901 fidèles, 21	diacres permanents, 4 religieux et 19  religieuses dans 77 paroisses.

## Ordinaires
- Liste des évêques de Gaylord

## Source
- (de) Cet article est partiellement ou en totalité issu de l’article de Wikipédia en allemand intitulé « Bistum Gaylord » (voir la liste des auteurs).